# Campeonato Europeo de Curling Masculino de 2016
El XLII Campeonato Europeo de Curling Masculino se celebró en Renfrew (Reino Unido) entre el 19 y el 26 de noviembre de 2016 bajo la organización de la Federación Mundial de Curling (WCF) y la Federación Británica de Curling.
Las competiciones se realizaron en la Braehead Arena de la ciudad escocesa.

## Tabla de posiciones
| Pos | Equipo    | G | P | G–P |
| --- | --------- | - | - | --- |
| 1   | Suecia    | 8 | 1 | –   |
| 2   | Noruega   | 6 | 3 | 2–0 |
| 3   | Suiza     | 6 | 3 | 1–1 |
| 4   | Rusia     | 6 | 3 | 0–2 |
| 5   | Alemania  | 4 | 5 | 1–0 |
| 6   | Escocia   | 4 | 5 | 0–1 |
| 7   | Italia    | 3 | 6 | 2–0 |
| 8   | Austria   | 3 | 6 | 1–1 |
| 9   | Finlandia | 3 | 6 | 0–2 |
| 10  | Dinamarca | 2 | 7 | –   |

## Cuadro final
|  | Semifinales | Semifinales |   |       | Final        | Final |  |
|  |             |             |   |       |              |       |  |
|  |             |             |   |       |              |       |  |
|  | Suecia      | 8           |   |       |              |       |  |
|  | Rusia       | 5           |   |       |              |       |  |
|  |             |             |   |       |              |       |  |
|  |             |             |   |       |              |       |  |
|  |             |             |   |       | Suecia       | 6     |  |
|  |             | Noruega     | 5 |       |              |       |  |
|  |             |             |   |       |              |       |  |
|  |             |             |   |       |              |       |  |
|  |             |             |   |       | Tercer lugar |       |  |
|  |             |             |   |       |              |       |  |
|  | Noruega     | 7           |   | Rusia | 6            |       |  |
|  | Suiza       | 4           |   |       | Suiza        | 8     |  |

## Medallistas
| Evento | Oro                                                                                       | Plata                                                                                              | Bronce                                                                               |
| ------ | ----------------------------------------------------------------------------------------- | -------------------------------------------------------------------------------------------------- | ------------------------------------------------------------------------------------ |
| Equipo | Suecia · Niklas Edin · Oskar Eriksson · Rasmus Wranå · Christoffer Sundgren · Henrik Leek | Noruega · Thomas Ulsrud · Torger Nergård · Christoffer Svae · Håvard Vad Petersson · Sander Rølvåg | Suiza · Benoît Schwarz · Claudio Pätz · Peter de Cruz · Valentin Tanner · Reto Gribi |